# MoStack
MoStack (* 31. August 1994 in London; eigentlich Montell Daley) ist ein britischer Rapper aus dem Norden von London. 2014 hatte er erste Erfolge im Internet und seit 2017 ist er regelmäßig in den britischen Charts.

## Biografie
Montell Daley alias MoStack wuchs in Hornsey im Norden Londons auf. 2014 erregte er erstmals Aufmerksamkeit mit seiner Single No Buddy bei Link Up TV, einem der großen britischen Rap-Kanäle bei YouTube. Schnell wuchs seine Bekanntheit und namhafte Rapper nahmen ihn als Tourbegleitung mit. 2015 trat er bei Stormzy und 2016 bei Wretch32 im Vorprogramm auf. Im selben Jahr legte er sein erstes Mixtape Gangster with Banter und ein Jahr später High Street Kid vor. Es kam immerhin auf Platz 16, aber viel erfolgreicher als mit eigenen Veröffentlichungen war er erst einmal mit Kollaborationen. Fisherman mit J Hus und Bad mit Steel Banglez erreichten Gold und No Words mit Dave sogar Platin. What I Wanna war im Frühjahr 2018 seine erste eigene Gold-Single.
Der Song war mehr als ein Jahr später auch auf seinem ersten richtigen Album Stacko enthalten. Nachdem er zuvor noch als Gast bei Steel Banglez’ Fashion Week seine erste Top-10-Platzierung geschafft hatte, kam er mit Stacko selbst in den Albumcharts auf Platz 3. Vier weitere Songs daraus kamen in die Charts, Shine Girl mit Stormzy erreichte Platz 13 und, wie auch das Album, Silber-Status. Seine Beteiligung an Dinner Guest von AJ Tracey brachte ihn im Mai 2020 auf Platz 5, seiner besten Singleplatzierung.
Bei den MOBO Awards, den britischen Black-Music-Awards, war MoStack zweimal nominiert, 2016 als bester Newcomer und 2017 als bester männlicher Interpret. Danach wurde der Award allerdings für mehrere Jahre ausgesetzt.

## Diskografie

### Alben
| Jahr | Titel             | Höchstplatzierung, Gesamtwochen, AuszeichnungChartsChartplatzierungen (Jahr, Titel, Platzierungen, Wochen, Auszeichnungen, Anmerkungen) | Anmerkungen                                      |
| Jahr | Titel             | UK | Anmerkungen                                      |
| ---- | ----------------- | --- | ------------------------------------------------ |
| 2017 | High Street Kid   | UK16 (2 Wo.)UK | Erstveröffentlichung: 2. Juni 2017 Mixtape       |
| 2019 | Stacko            | UK3 Silber · (13 Wo.)UK | Erstveröffentlichung: 7. Juni 2019               |
| 2021 | High Street Kid 2 | UK40 (1 Wo.)UK | Erstveröffentlichung: 24. September 2021 Mixtape |

### Singles
| Jahr | Titel Album                    | Höchstplatzierung, Gesamtwochen, AuszeichnungChartsChartplatzierungen (Jahr, Titel, Album, Platzierungen, Wochen, Auszeichnungen, Anmerkungen) | Anmerkungen                                                      |
| Jahr | Titel Album                    | UK | Anmerkungen                                                      |
| --- | ------------------------------ | --- | ---------------------------------------------------------------- |
| 2017 | 99 + 1 Take Not3s              | UK82 (1 Wo.)UK | Erstveröffentlichung: 17. November 2017 mit Not3s                |
| 2018 | What I Wanna Stacko            | UK31 Gold · (10 Wo.)UK | Erstveröffentlichung: 28. Februar 2018                           |
| 2018 | Litness –                      | UK74 (4 Wo.)UK | Erstveröffentlichung: 23. August 2018                            |
| 2018 | Teach You Gangsta –            | UK83 (1 Wo.)UK | Erstveröffentlichung: 7. Dezember 2018                           |
| 2019 | Wild Stacko                    | UK41 (5 Wo.)UK | Erstveröffentlichung: 2. Mai 2019                                |
| 2019 | Shine Girl Stacko              | UK13 Silber · (9 Wo.)UK | Erstveröffentlichung: 31. Mai 2019 featuring Stormzy             |
| 2020 | Staqdó –                       | UK54 (1 Wo.)UK | Erstveröffentlichung: 7. Februar 2020                            |
| 2020 | Training Day –                 | UK75 (1 Wo.)UK | Erstveröffentlichung: 18. Juni 2020 mit Loski                    |
| 2020 | Miss Me –                      | UK39 (3 Wo.)UK | Erstveröffentlichung: 24. September 2020 featuring AJ Tracey     |
| 2021 | Way Too Long Therapy           | UK37 Silber · (13 Wo.)UK | Erstveröffentlichung: 9. April 2021 mit Nathan Dawe & Anne-Marie |
| 2021 | Ride –                         | UK83 (1 Wo.)UK | Erstveröffentlichung: 16. Juli 2021                              |
| Folgende Lieder erschienen nicht als Single, wurden aber durch das Album zum Download und Streaming bereitgestellt und konnten somit eine Platzierung erlangen: |                                | |                                                                  |
| |                                | |                                                                  |
| 2017 | Screw & Brew High Street Kid   | UK79 Silber · (1 Wo.)UK |                                                                  |
| 2019 | Stinking Rich Stacko           | UK19 (3 Wo.)UK | featuring Dave & J Hus                                           |
| 2019 | I’m the One Stacko             | UK39 (2 Wo.)UK | mit Fredo                                                        |
| 2021 | Frankenstein High Street Kid 2 | UK76 (1 Wo.)UK | Charteinstieg: 7. Oktober 2021 featuring Mist                    |

Weitere Singles
- 2014: No Buddy
- 2015: So Paranoid (featuring J Hus)
- 2016: Murder (featuring Moe Logo)
- 2016: Liar Liar (UK: Silber)
- 2016: Block Popping
- 2017: Let It Ring (UK: Silber)
- 2017: Celebration (mit Not3s)
- 2019: Daily Duppy
- 2020: Loyal

Gastbeiträge

| Jahr | Titel Album                      | Höchstplatzierung, Gesamtwochen, AuszeichnungChartsChartplatzierungen (Jahr, Titel, Album, Platzierungen, Wochen, Auszeichnungen, Anmerkungen) | Anmerkungen                                                                      |
| Jahr | Titel Album                      | UK | Anmerkungen                                                                      |
| --- | -------------------------------- | --- | -------------------------------------------------------------------------------- |
| 2017 | No Words Game Over               | UK17 ×2Doppelplatin · (21 Wo.)UK | Erstveröffentlichung: 3. November 2017 Dave featuring MoStack                    |
| 2017 | Bad –                            | UK29 Platin · (16 Wo.)UK | Erstveröffentlichung: 24. November 2017 Steel Banglez featuring Yungen & MoStack |
| 2018 | Crepes and Cones (Ya Dun Know) – | UK96 (1 Wo.)UK | Erstveröffentlichung: 11. Mai 2018 Krept & Konan featuring MoStack               |
| 2019 | Fashion Week –                   | UK7 Platin · (15 Wo.)UK | Erstveröffentlichung: 21. März 2019 Steel Banglez featuring AJ Tracey & MoStack  |
| 2019 | Floss AJ Tracey                  | UK22 Silber · (10 Wo.)UK | Erstveröffentlichung: 24. Oktober 2019 AJ Tracey featuring MoStack & Not3s       |
| 2020 | Dinner Guest –                   | UK5 Platin · (26 Wo.)UK | Erstveröffentlichung: 1. Mai 2020 AJ Tracey featuring MoStack                    |
| Folgende Lieder erschienen nicht als Single, wurden aber durch das Album zum Download und Streaming bereitgestellt und konnten somit eine Platzierung erlangen: |                                  | |                                                                                  |
| |                                  | |                                                                                  |
| 2017 | Fisherman Common Sense           | UK47 Platin · (11 Wo.)UK | J Hus featuring MoStack & Mist                                                   |

Weitere Gastbeiträge
- 2017: Money (Steel Banglez featuring MoStack, Mist, Haile & Abra Cadabra)
- 2017: Social (Wstrn featuring MoStack)